# Yvon Corriveau
Yvon Rene Corriveau (* 8. Februar 1967 in Welland, Ontario) ist ein ehemaliger kanadischer Eishockeyspieler, der im Verlauf seiner aktiven Karriere zwischen 1984 und 2005 unter anderem 309 Spiele für die Washington Capitals, Hartford Whalers und San Jose Sharks in der National Hockey League (NHL) auf der Position des rechten Flügelstürmers bestritten hat. Zudem absolvierte Corriveau weitere 380 Partien für die Eisbären Berlin und Berlin Capitals in der Deutschen Eishockey Liga (DEL).

## Karriere
Corriveau begann die Saison 1984/85 bei den Toronto Marlboros in der kanadischen Juniorenliga Ontario Hockey League. Bereits nach seiner Rookiesaison wurde er im NHL Entry Draft 1985 in der ersten Runde an 19. Gesamtposition von den Washington Capitals ausgewählt. Während er in den folgenden zwei Spielzeiten weiter für die Marlboros in der OHL auflief, kam er für die Capitals zu insgesamt 19 NHL-Einsätzen, ehe ihn diese zur Saison 1987/88 endgültig in den Profikader integrierten.
In den folgenden drei Spielzeiten zwischen 1987 und 1990 verweilte der Kanadier jeweils zu gleichen Teilen im NHL-Kader und im Kader des Farmteams in der American Hockey League, bevor er im März 1990 für Torhüter Mike Liut zu den Hartford Whalers abgegeben wurde, mit deren Farmteam er am Ende der Spielzeit 1990/91 den Calder Cup, die Meisterschaft der AHL, gewann. Nachdem Corriveau aber auch dort keinen Stammplatz im NHL-Kader erhalten hatte, wurde er im Sommer 1992 zurück an die Washington Capitals gegeben, um ein früheres Transfergeschäft zu vervollständigen. Da aber auch die Capitals keine Verwendung mehr für den linken Flügelstürmer hatten, wählten ihn die San Jose Sharks im Waiver Draft aus. Nach lediglich 20 Partien in der NHL für die Sharks schickten ihn diese wieder nach Hartford, wo Corriveau wiederum selten zu Einsätzen kam. Bis zum Ende des Spieljahres 1996/97, in dem er mit den Detroit Vipers den Turner Cup, die Meisterschaft der International Hockey League, gewann, lief er mit Ausnahme der Spielzeit 1993/94 nur in den Minor Leagues auf.
Daher wechselte Corriveau im Sommer 1997 nach Europa und unterzeichnete einen Vertrag bei den Eisbären Berlin in der Deutschen Eishockey Liga. Nach zunächst drei Jahren bei den Eisbären ging er zur Saison 2000/01 zum Lokalrivalen, den Berlin Capitals. Als diesen jedoch vor der Saison 2002/03 die Spiellizenz entzogen wurde, kehrte Corriveau zu den Eisbären zurück, wo er weitere zwei Jahre spielte. In der Spielzeit 2004/05 lief er in seinem letzten Jahr als Profi für die inzwischen in der Oberliga spielenden und umbenannten BSchC Preussen auf.

### Vergewaltigungsvorwurf
Vor der Saison 2003/04 befand sich Corriveau mit dem Mannschaftskader der Eisbären Berlin in Schweden zur Vorbereitung auf die bevorstehende Saison. Dort wurde er mit seinem Mannschaftskollegen Brad Bergen am 23. August von einer 20-jährigen Schwedin der Vergewaltigung angezeigt. Obwohl beide ihre Unschuld beteuerten, wurde sie für insgesamt 18 Tage in Untersuchungshaft genommen. Nachdem sich die Anschuldigungen als falsch erwiesen, wurden Bergen und Corriveau am 10. September aus der Haft entlassen und die Ermittlungen eingestellt.

## Erfolge und Auszeichnungen
- 1991 Calder-Cup-Gewinn mit den Springfield Indians
- 1997 Turner-Cup-Gewinn mit den Detroit Vipers
- 2004 Deutscher Vizemeister mit den Eisbären Berlin

## Karrierestatistik

### International
Vertrat Kanada bei:
- Junioren-Weltmeisterschaft 1987

(Legende zur Spielerstatistik: Sp oder GP = absolvierte Spiele; T oder G = erzielte Tore; V oder A = erzielte Assists; Pkt oder Pts = erzielte Scorerpunkte; SM oder PIM = erhaltene Strafminuten; +/− = Plus/Minus-Bilanz; PP = erzielte Überzahltore; SH = erzielte Unterzahltore; GW = erzielte Siegtore; 1 Play-downs/Relegation; Kursiv: Statistik nicht vollständig)